# Remlingen, Bayern
Helmstadt Remlingen är en köping (Markt) i Landkreis Würzburg i Regierungsbezirk Unterfranken i förbundslandet Bayern i Tyskland.
Köpingen ingår i kommunalförbundet Helmstadt tillsammans med köpingen Helmstadt och kommunerna Holzkirchen och Uettingen.